# Patti
Patti è un comune italiano di 12 688 abitanti della città metropolitana di Messina in Sicilia.
Si trova al centro dell'omonimo golfo che va da capo Milazzo a capo Calavà. È il quinto comune più popoloso della città metropolitana di Messina, dopo il capoluogo e i centri di Barcellona Pozzo di Gotto, Milazzo e Capo d'Orlando. La città, oltre a essere sede storica di numerose istituzioni, uffici amministrativi e servizi d'interesse pubblico, è anche sede di distretto giudiziario e sede vescovile della diocesi di Patti, una delle più antiche di Sicilia, che comprende i 41 comuni dell'area messinese da Oliveri a Tusa. Il comune di Patti fa parte del Consorzio Intercomunale Tindari-Nebrodi.
L'origine e la storia di Patti sono strettamente legate alla decadenza dell'antica città greco-romana di Tindari, sua frazione e uno dei più importanti siti archeologici e devozionali della Sicilia. 
La fisionomia del centro abitato si presenta molto sviluppata con un grande centro storico arroccato intorno a due colline, a ridosso alla Cattedrale, la collina più alta e a quello della Sacra Famiglia, una volta castello Aragonese sede della Capitania, quella poco più a nord e più bassa di quota. Il Centro storico è dominato inoltre dal palazzo vescovile, dal seminario e dagli altri palazzi storici. Degrada verso la costa fino al suo borgo marinaro detto Marina di Patti, completamente integrato nel tessuto urbano.
Nel corso dei secoli, la città subì parecchi danni a causa di distruzioni avvenute per opera di conquistatori e di pirati e a causa dei parecchi terremoti che interessarono la Sicilia orientale.

## Geografia fisica

### Clima
Grazie alla sua posizione al centro dell'omonimo golfo, Patti gode del clima mediterraneo.

## Origini del nome
La denominazione della città deriverebbe dal greco Ἐπακτήν ("presso le acque", "fra le acque", "sulla sponda"). Alla luce dei recenti scavi e degli studi conseguenti, l'origine della città si può far risalire ad un periodo che va dal XV all'VIII secolo a.C..

## Storia
(titoli concessi alla città dal re Alfonso d'Aragona)

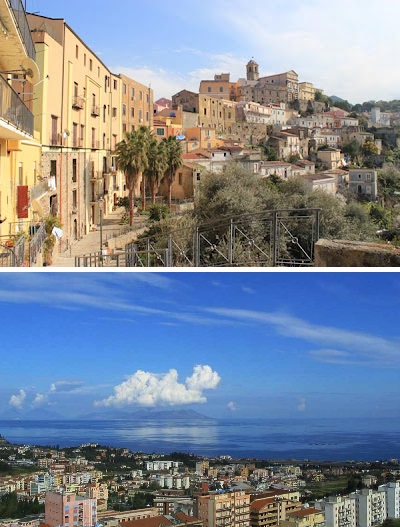
Sopra: una veduta del centro storico con la Cattedrale. Sotto: il golfo di Patti e le isole Eolie

Le prime notizie storiche che testimoniano l'esistenza della città di Patti risalgono al 1094, quando il gran conte Ruggero I di Sicilia fondava in Patti il monastero benedettino del SS. Salvatore. È sicuro, tuttavia, vista la presenza di varie necropoli e della villa di Patti Marina, di epoca romana, che le origini del centro siano molto più remote; molti studiosi sono concordi nel ritenere che la popolazione di Patti sia stata incrementata dagli esuli di Tindari, che abbandonarono la loro città a seguito di frane ed altri eventi calamitosi. La recente scoperta della necropoli a grotticelle e la presenza di resti di frequentazione, fanno ipotizzare che il primo nucleo abitato sia sorto proprio intorno all'VIII- XV secolo a.C. in quella località. Successivamente, forse a seguito dell'aumento della popolazione o alla mancanza di acqua, gli abitanti si siano progressivamente spostati sulle colline di fronte dando vita alla Ἐπακτήν fra i gli attuali torrenti Provvidenza e Acquafico (attuale quartiere Polline da Policne). La presenza di altri reperti di origine ellenica scoperti sui monti Russo e Perrera, fanno immaginare l'esistenza di un insediamento a guardia di un impianto portuale molto probabilmente in quella che allora era la foce navigabile del Timetus dei Romani. In questo sito le ricostruzioni storiche e gli inasediamenti archeologici nonché le condizioni orografiche e topografiche, fanno immaginare allo localizzazione di Nauloco, località presso la quale nel 36 a.C., Ottaviano sconfisse Pompeo in una celebre battaglia navale.

Giovanni Crisostomo Sciacca, Patti e l'amministrazione del comune nel Medio Evo, 1907

Nel 1131 fu eretta la diocesi di Patti e Lipari; solo nel 1399 le due sedi si separeranno dando origine a due diocesi distinte. Il centro si sviluppò ed assunse sempre una maggiore importanza economica ed amministrativa in tutto il territorio messinese, altrimenti non si giustificherebbe la sosta che la salma di Federico II di Svevia, morto in Puglia, fece nella cattedrale di Patti prima di essere seppellito a Palermo.
Il nobile Antonino Natoli, Barone di Messina e familiare di Re Carlo I d'Angiò, marito di Francesca, figlia di Girolamo d'Amato, i cui figli furono Simone e Gerardo Natoli dimorò in Patti fin dalla prima metà del 1300.
Nel 1222 è fondato il convento di San Francesco (la tradizione vuole che fu sant'Antonio da Padova a posare la prima pietra). Fu una delle 42 città demaniali siciliane, dipendente direttamente dalla corona e non da signori locali, e dei giurati curavano i rapporti tra i cittadini ed il Re; ciò portò all'ottenimento di numerosi privilegi fiscali ed amministrativi.
Nel 1355 Ludovico d'Aragona re di Sicilia affida a Vinciguerra d'Aragona la città in veste di capitano di guerra coadiuvato da]Guerao Gullielm De Sidot e Corrado Spadafora, posizione ricoperta dopo la morte del sovrano, dal mese di dicembre fino al mese di dicembre del 1356. Nel 1359 regnante Federico IV d'Aragona al nobile Vinciguerra d'Aragona risultano assegnati i possedimenti e il castello che fu di Blasco D'Alagona, il castello di Tindaro di Tindari.
Un Antonino Natoli, fu il figlio del Magnifico Gio Matteo di Patti, ovvero Giovanni Matteo Natoli (Ioannem Matteum de Natoli), figlio di Antonino, fu un nobile messinese a cui venne concesso il Cingolo Militare con il titolo di Cavaliere da parte di Carlo V, e venne poi nominato Cavaliere del Sacro Romano Impero, a proprie spese nel 1523 il 4 maggio 1523 armò due galee. per fronteggiare nel mar Adriatico, i nemici che attaccavano il Vaticano, fu ambasciatore a Venezia e partecipò a tutte le battaglie del suo secolo, da Tunisi a La Goletta morendo a S.Angelo.
Antonino Natoli, fu chiamato "il Pattese", nato nel 1539 a Messina da una famiglia dell'alta nobiltà, visse a lungo a Patti ed entrò nel Terzo Ordine Regolare di San Francesco riformato, facendo voto di povertà cambiò il suo nome in Antonino da Piraino ma meglio noto come d"Antonino da Patti", pubblicò il “Viridarium concionatorum", e altre importanti opere, tra cui "La via sicura al cielo". Fu "Visitatore Apostolico" nel 1596 su mandato diretto di Papa Giulio III, da cui fu dichiarato in seguito Venerabile, fu autore di diversi miracoli sui malati e sepolto a Roma in odore di santità.
Nel 1544 Patti fu attaccata e saccheggiata dal pirata algerino Ariadeno Barbarossa; gli abitanti, che riuscirono a fuggire nelle campagne circostanti, al loro ritorno trovarono una città incendiata e depredata. Ricostruita con mura più possenti, tornò a ripopolarsi e a crescere rapidamente, anche a seguito dell'istituzione e costruzione del Seminario, voluto dal Concilio di Trento, che rappresentò l'unico centro di formazione culturale superiore per la parte occidentale della Val Demone (attuale provincia di Messina) sino alla fine del XIX secolo.
Patti dal 1812 divenne capoluogo dell'omonimo distretto per tutta la zona dei Nebrodi durante il Regno delle Due Sicilie.
Con la nascita del Regno d'Italia assurse a capoluogo di circondario e vennero istituiti il Tribunale, il carcere, la compagnia Carabinieri, il regio Ginnasio e altre scuole ed uffici governativi comprensoriali; vennero costruiti un teatro, un nuovo ospedale e la villa comunale Umberto I. 
L'economia, molto florida fino alla seconda guerra mondiale, era basata sul settore agricolo, commerciale, sulla pesca e soprattutto sull'industria delle ceramiche, esportate via mare in tutto il mondo occidentale.

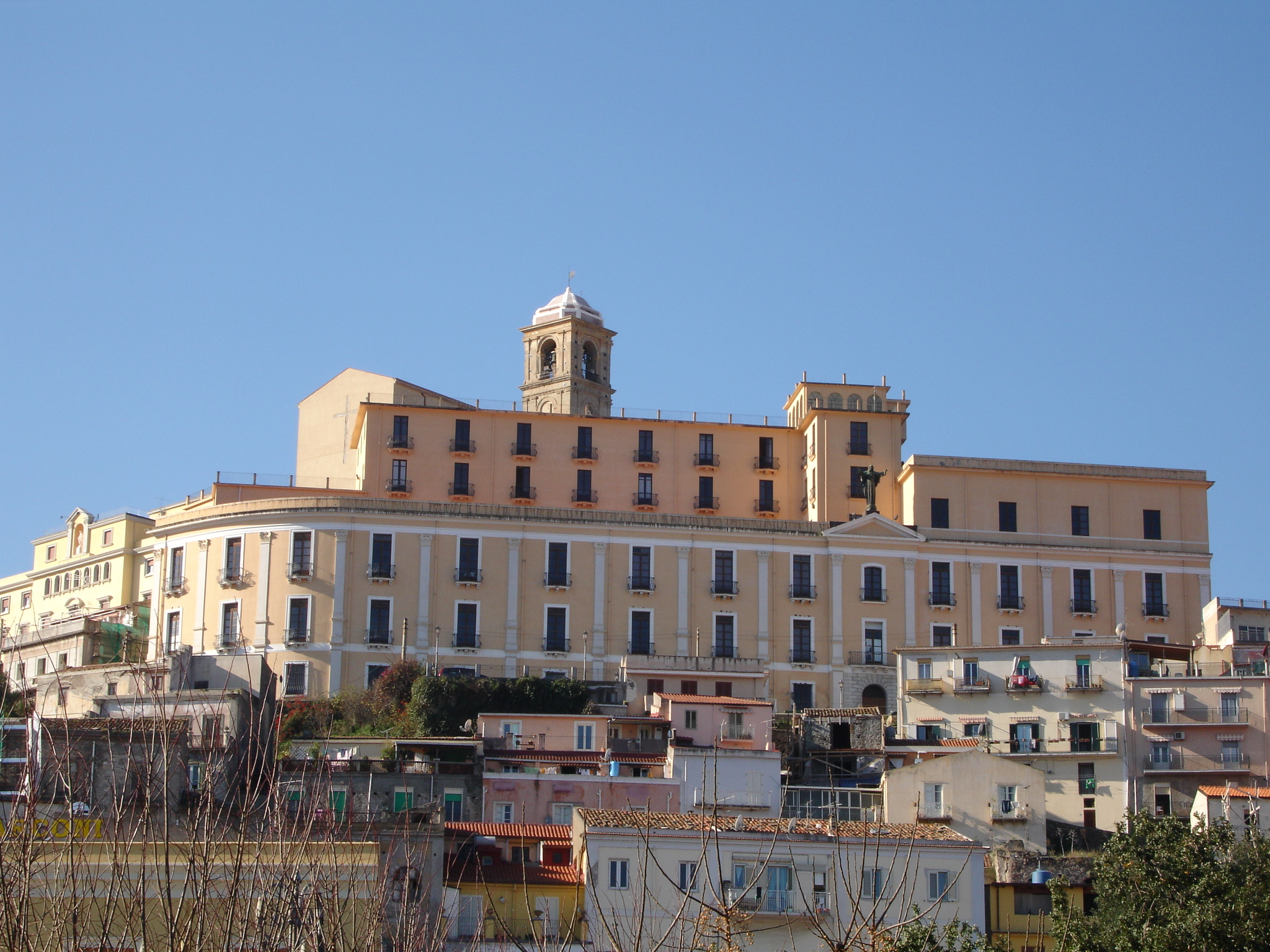
Il seminario vescovile e la cattedrale

La cittadina è rimasta arroccata sino alla fine dell'Ottocento sulla collina circondata dalle antiche mura; solo allora ha avuto inizio una prima e timida espansione urbana verso le attuali piazza Marconi (anche a seguito dell'apertura della via XX Settembre) e piazza Mario Sciacca, dove vennero realizzati i nuovi cine/teatro e tribunale.
Ma solo nel secondo dopoguerra si è avuto uno sviluppo edilizio incessante con la nascita del quartiere di S. Antonino e di nuovi quartieri, spesso disordinati, nei giardini limitrofi il torrente Montagnareale (corso Matteotti, via Orti), giungendo alla fine degli anni settanta alla fusione tra la parte alta e storica di Patti e la borgata di Marina. Nell'ultimo decennio stanno sorgendo numerosi complessi residenziali a monte della ferrovia in direzione Messina che porteranno all'unione del centro e della stazione ferroviaria con la frazione di Case Nuove Russo (Palasport e stadio, fino agli anni '50 era chiamata semplicemente Case Nuove); nella stessa zona è in costruzione un centro commerciale di notevoli dimensioni mai più realizzato.

### Simboli
Lo stemma della Città di Patti si presenta bandato d'argento e d'azzurro di dodici pezzi, alla sbarra attraversante del primo, col capo di Sicilia. Lo scudo è accollato ad un'aquila ad ali spiegate e coronata ed è sormontato da una corona ad otto punte di cui cinque visibili; il tutto sotto un nastrino a svolazzo nel quale è inserito il motto: Tyndarium et Pactarum Urbs Nobilissima et Magnanima.
Il gonfalone è un drappo di azzurro al palo di bianco.

## Monumenti e luoghi d'interesse

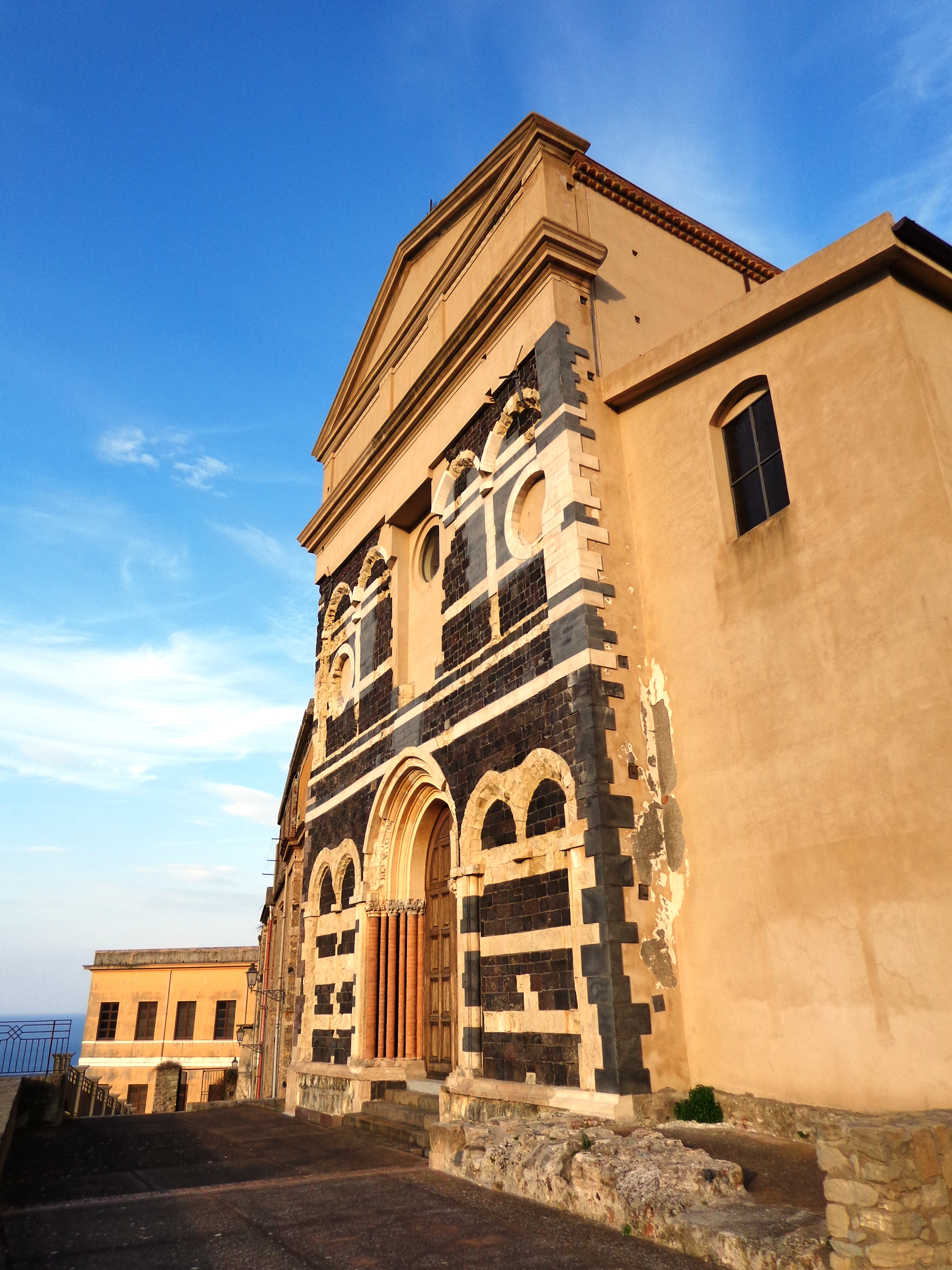
Prospetto della basilica cattedrale S. Bartolomeo

Importante e ricco di monumenti il centro storico, che mantiene intatto il tessuto viario medievale. Sono ancora visibili i resti della terza cinta muraria (XIV secolo), una delle sei porte dello stesso periodo ed una porta della seconda cinta (XI secolo). Numerosi i musei, le chiese e i palazzi, che racchiudono opere d'arte del Serpotta, del Gagini, del Catalano, del Novelli, A. De Saliba, Guglielmo Borremans, Antonio Vanella e di altri ancora.
Nel territorio di Patti si trovano i resti dell'antica Tyndaris (IV secolo a.C.) con il famoso teatro greco; nel centro cittadino quelli della villa romana (III secolo d.C.), con pregevoli mosaici; di una vasta necropoli con tombe a grotticelle in contrada Monte (X-VIII secolo a.C.). In contrada San Cosimo sono stati rinvenuti reperti risalenti al XXII/XX secolo a.C. e due necropoli una del IX secolo con tombe a grotticelle ed un'altra con tombe a cappuccino sul limitrofo monte della vigna. Inoltre è interessata da presenze archeologiche tutta la zona a valle del nuovo ospedale (Acquafico).
Sui monti Russo e Perrera sono stati rinvenuti reperti archeologici scavati nella roccia, manufatti e pavimenti in coccio pesto, riconducibili all'esistenza di una complessa struttura a guardia di un porto. Le indagini geologiche e le ricostruzioni storiche fanno supporre che in quel sito potrebbe essere localizzato il Nauloco, porto costruito dagli esuli di Troia ed utilizzato fino al XVI secolo, presso il quale, nel 36 a.C. Ottaviano sconfisse definitivamente Pompeo.
I restauri nella chiesa di Sant'Ippolito e nella cattedrale hanno permesso di portare al luce resti di chiese forse antecedenti al periodo bizantino. 

### Basilica cattedrale San Bartolomeo

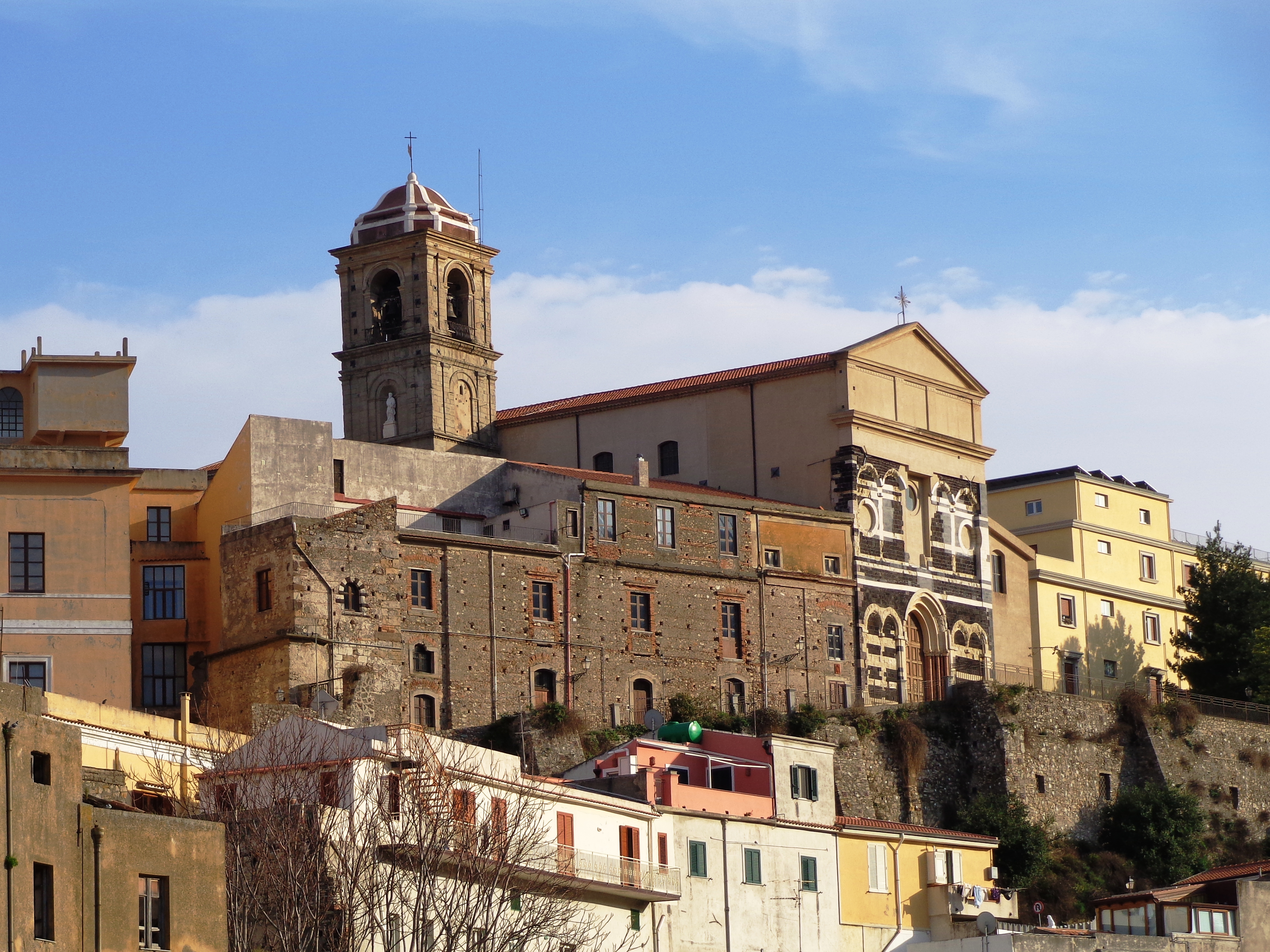
La Cattedrale di S. Bartolomeo

Nella basilica cattedrale (secolo XI), nella cappella barocca in marmo policromo di santa Febronia, è il sarcofago rinascimentale della regina Adelasia del Vasto, moglie del gran conte Ruggero I d'Altavilla e madre di Ruggero II primo re di Sicilia. La regina, dopo il disastroso matrimonio con Baldovino I di Gerusalemme, volle ritirarsi a Patti dove visse gli ultimi anni della sua vita e morì nel 1118. Pregevoli i capitelli normanni del portale principale.
La Cattedrale è stata costruita per volere del Gran Conte Ruggero I° di Altavilla su una precedente Abbazia di origine bizantina della quale sono emersi i resti durante l'ultimo restauro. Il Gran Conte la volle dedicata al SS. Salvatore e l'affidò ai monaci benedettini; è dedicata a S. Bartolomeo Apostolo.
La Basilica Cattedrale con il prospetto principale di chiara origine normanna, è il risultato dell'ampliamento di una Chiesa bizantina i cui resti sono venuti alla luce dopo l'ultimo restauro, oggi visibili attraverso tratti di pavimento a vetro.
Sotto il Sagrato un'imponente galleria, oggi adibita ad area espositiva, testimonia il periodo dell'ampliamento del tempio.

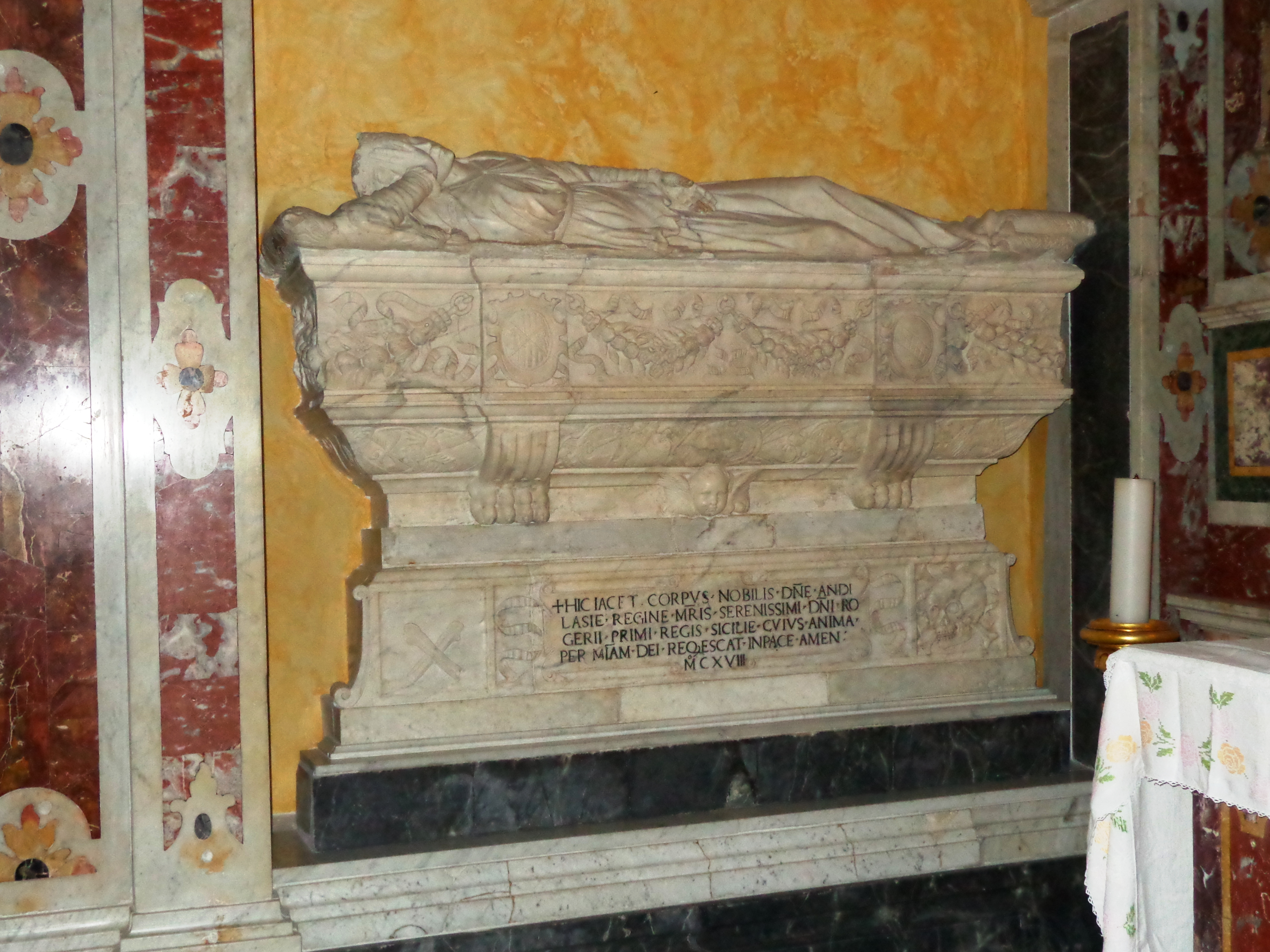
Tomba della regina Adelasia del Vasto (interno Cattedrale)

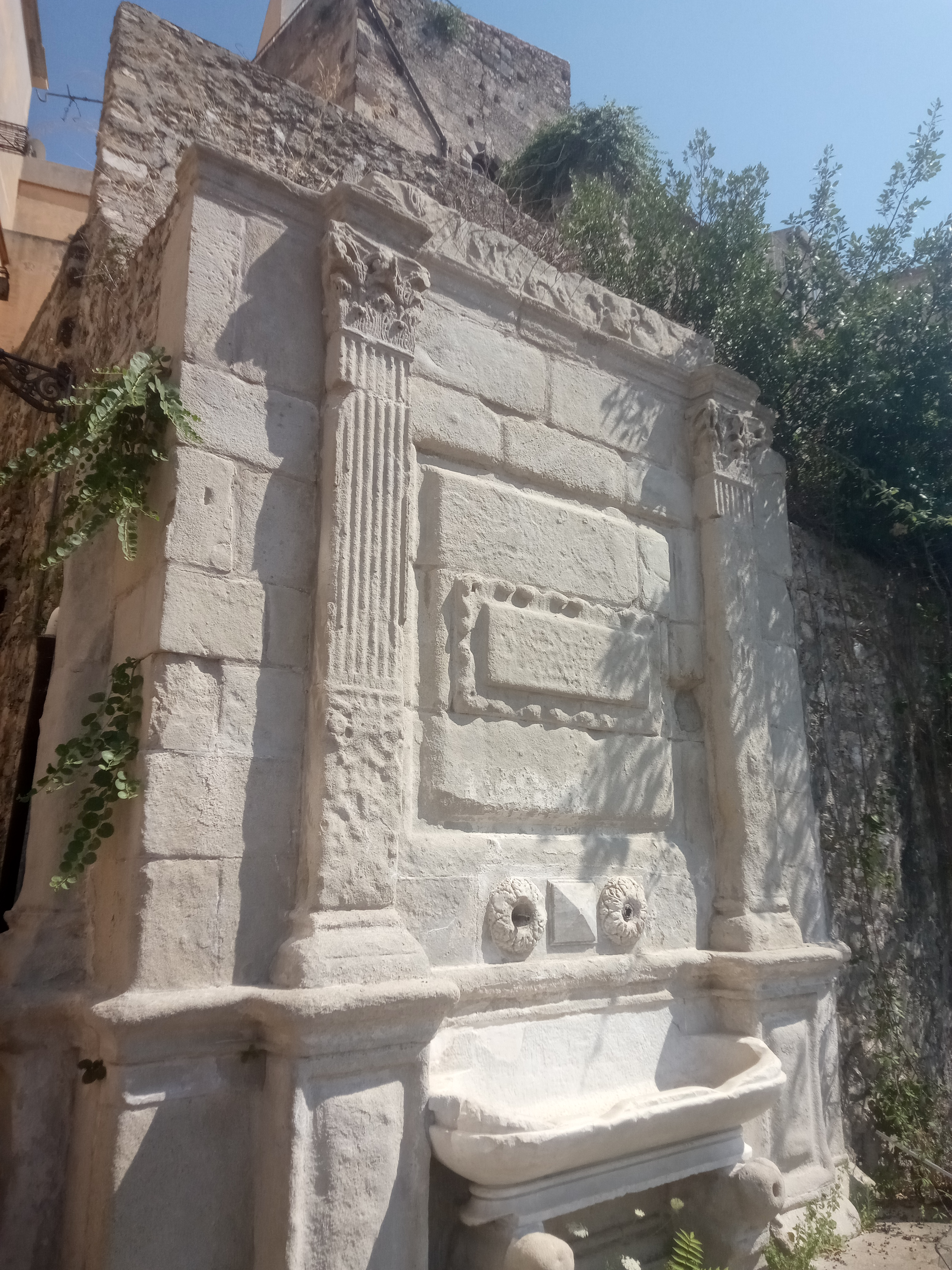
Fontana fatta costruire nel 1647 dal vescovo Vincenzo Napoli a Patti, sotto la Cattedrale, nelle ex mura del castello

### Villa romana di Patti
La Villa di Patti, è una residenza extraurbana di epoca romana.
Nel corso degli anni settanta due importanti scoperte hanno gettato nuova luce sulla realtà del latifondo tardo romano, consentendo di collocare in una più chiara prospettiva storica anche la grande villa del Casale di Piazza Armerina.
La villa romana di Patti è stata scoperta nel 1973, durante i lavori di costruzione di un tratto d'autostrada, quando due piloni hanno distrutto parte del lato nord della villa a 6 km di distanza da Tindari. Anche se le operazioni di scavo sono tuttora in corso e molti vani attendono di essere scavati fino al livello del pavimento, la configurazione generale della villa è piuttosto chiara.
La parte esplorata corrisponde al nucleo centrale della villa, con al centro una corte a peristilio intorno alla quale ruota la zona residenziale della villa. I vani maggiormente rappresentativi, tipici dell'edilizia privata tardoantica, sono costituiti dall'aula absidata, che si apre al centro dell'ala ovest e dal triconco, vero punto focale dell'ala sud, che dal peristilio guarda verso il mare. Il mosaico dell'aula absidata è andato distrutto, ma le pavimentazioni del peristilio e quelli del triconco sono in eccellente stato di conservazione.

### Tindari

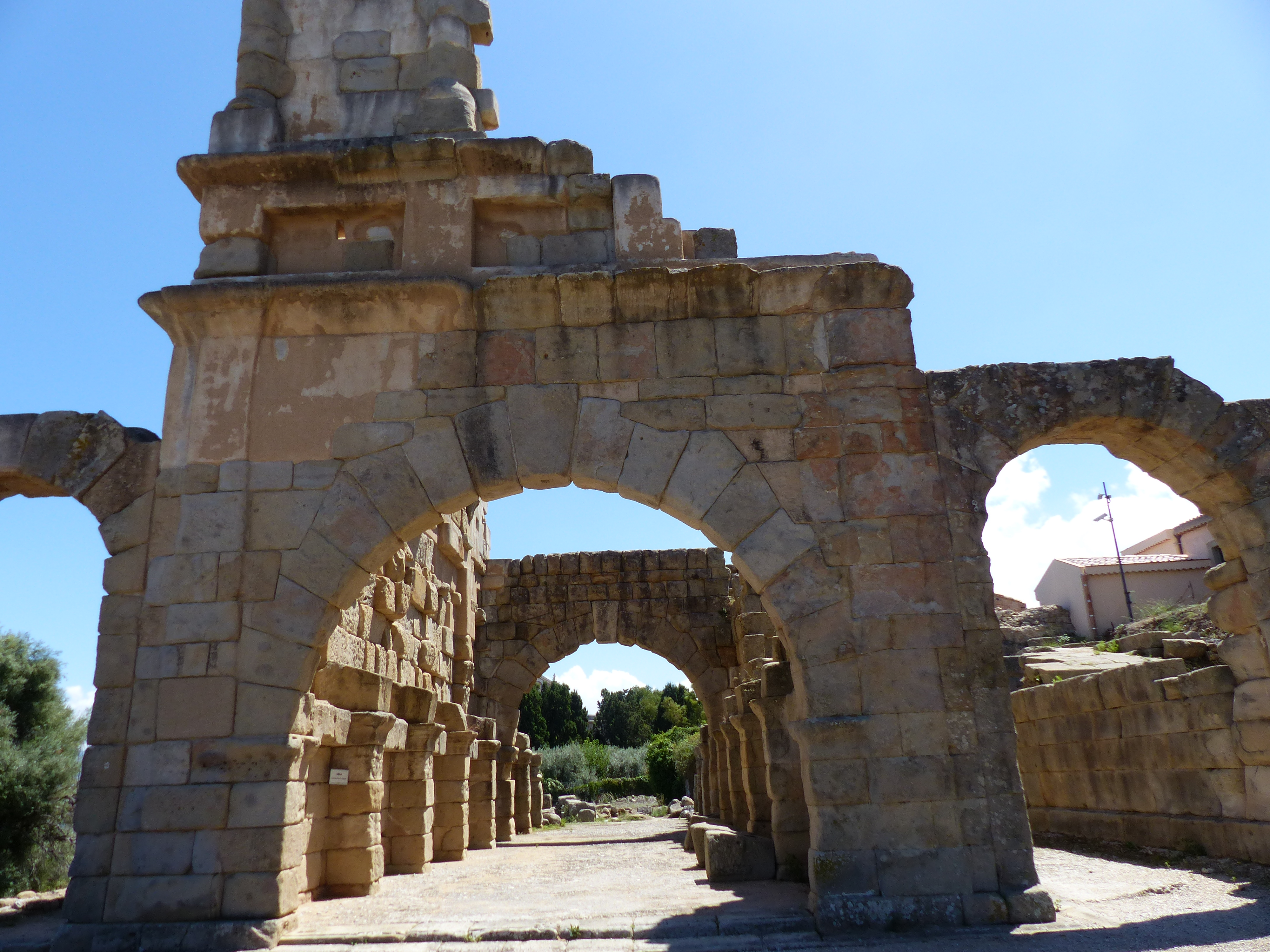
Resti dell'antica basilica romana

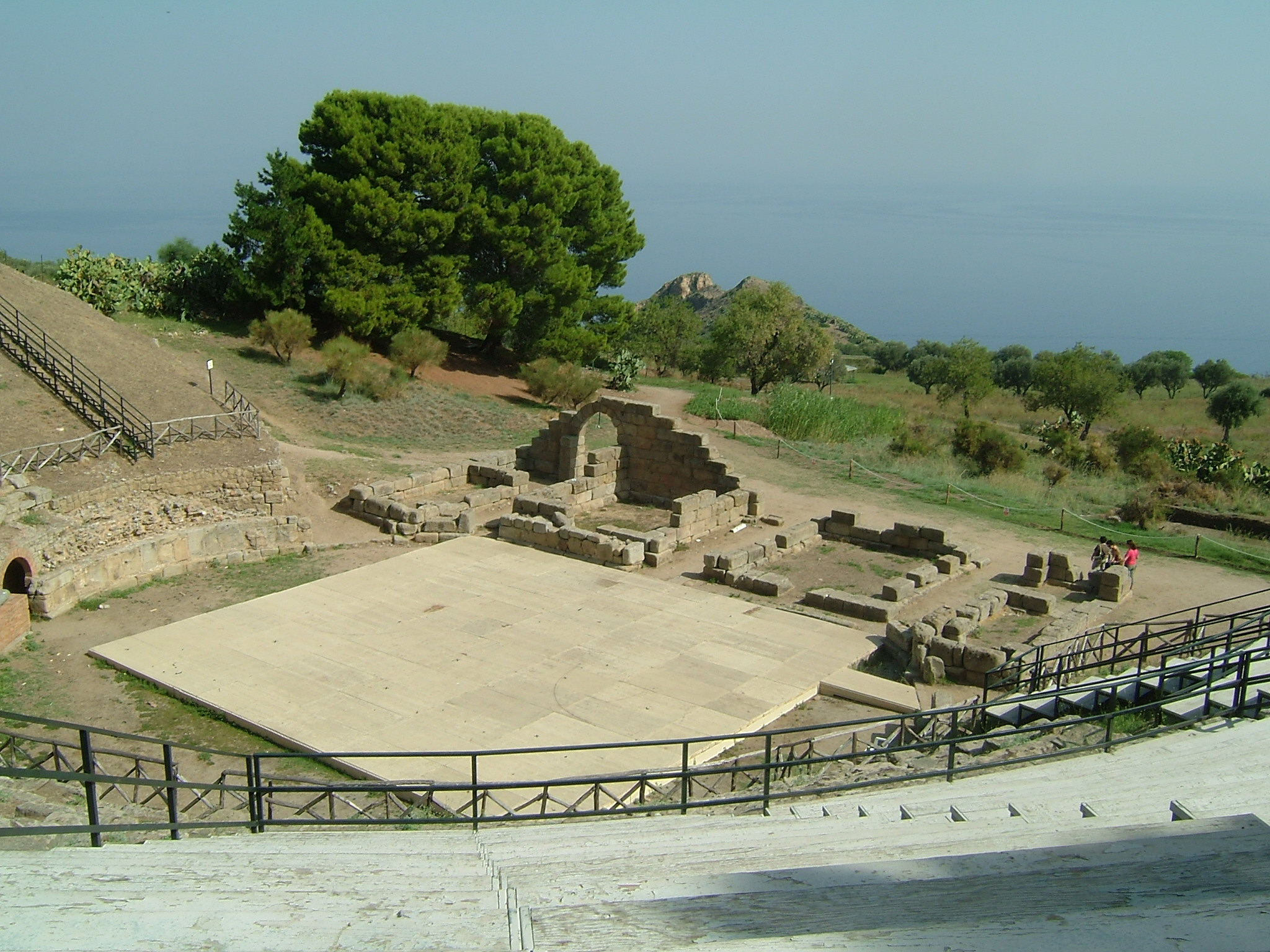
Il teatro greco-romano

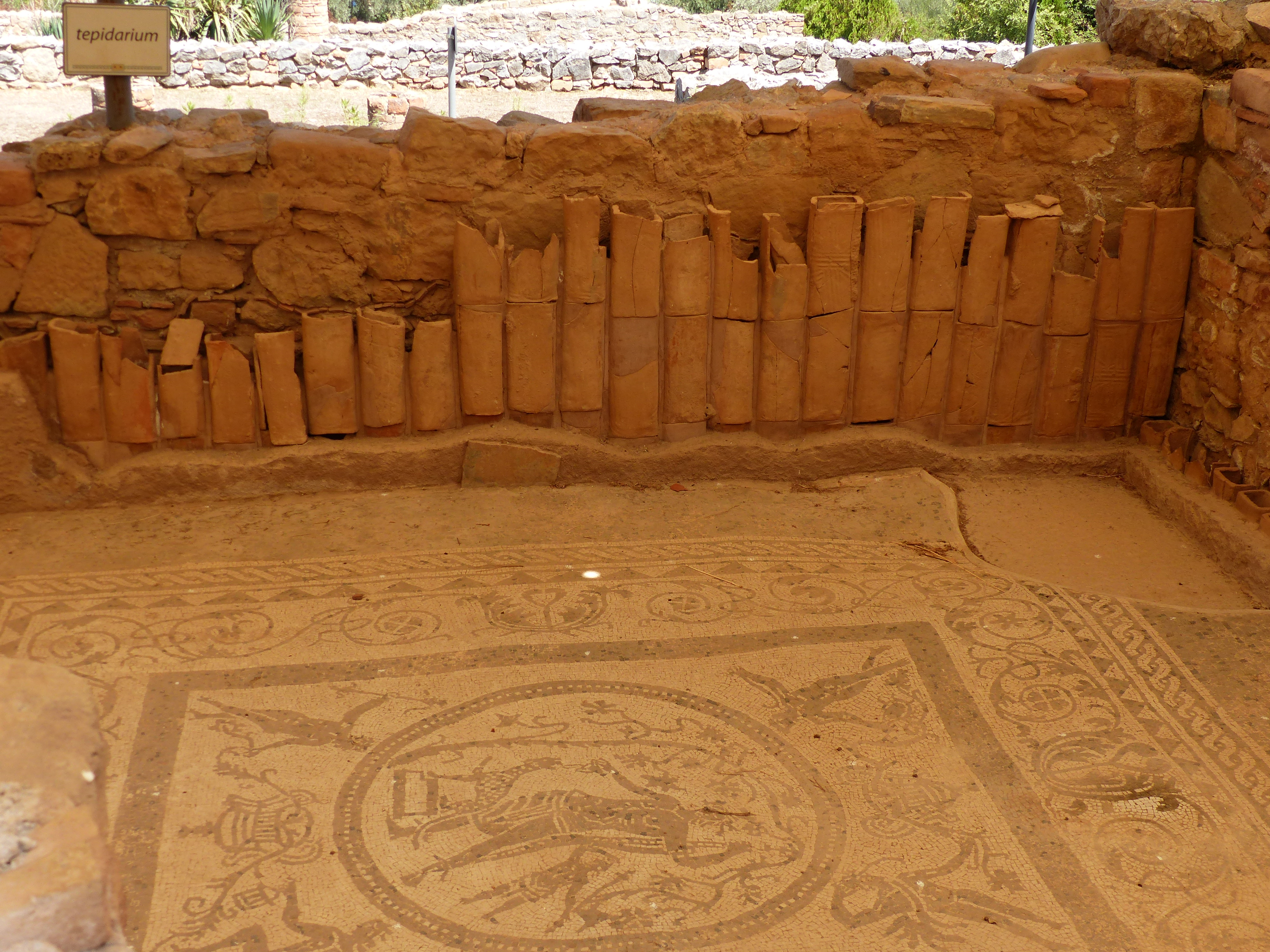
Mosaici nelle terme di Tindari

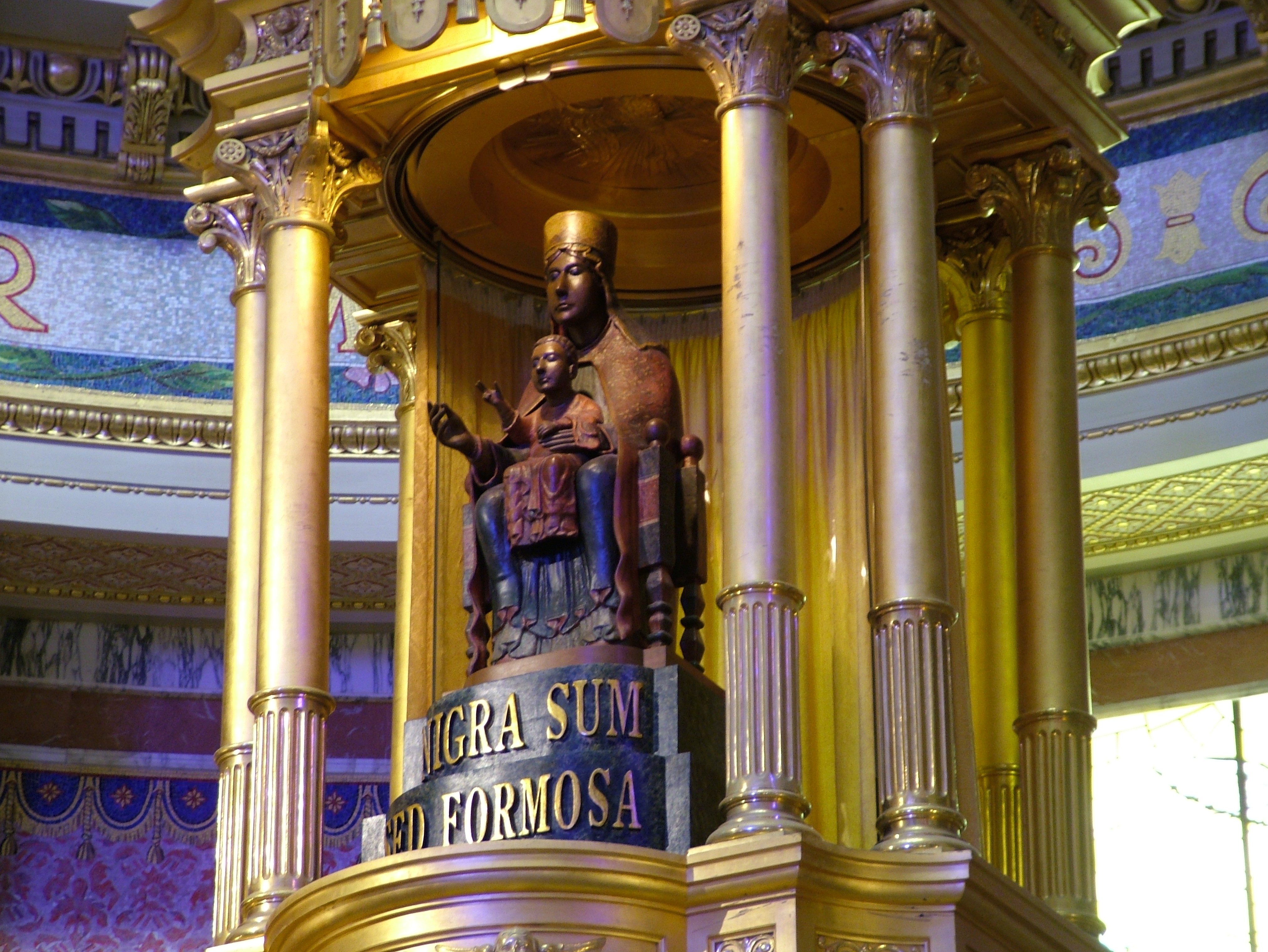
La Madonna nera che si venera a Tindari

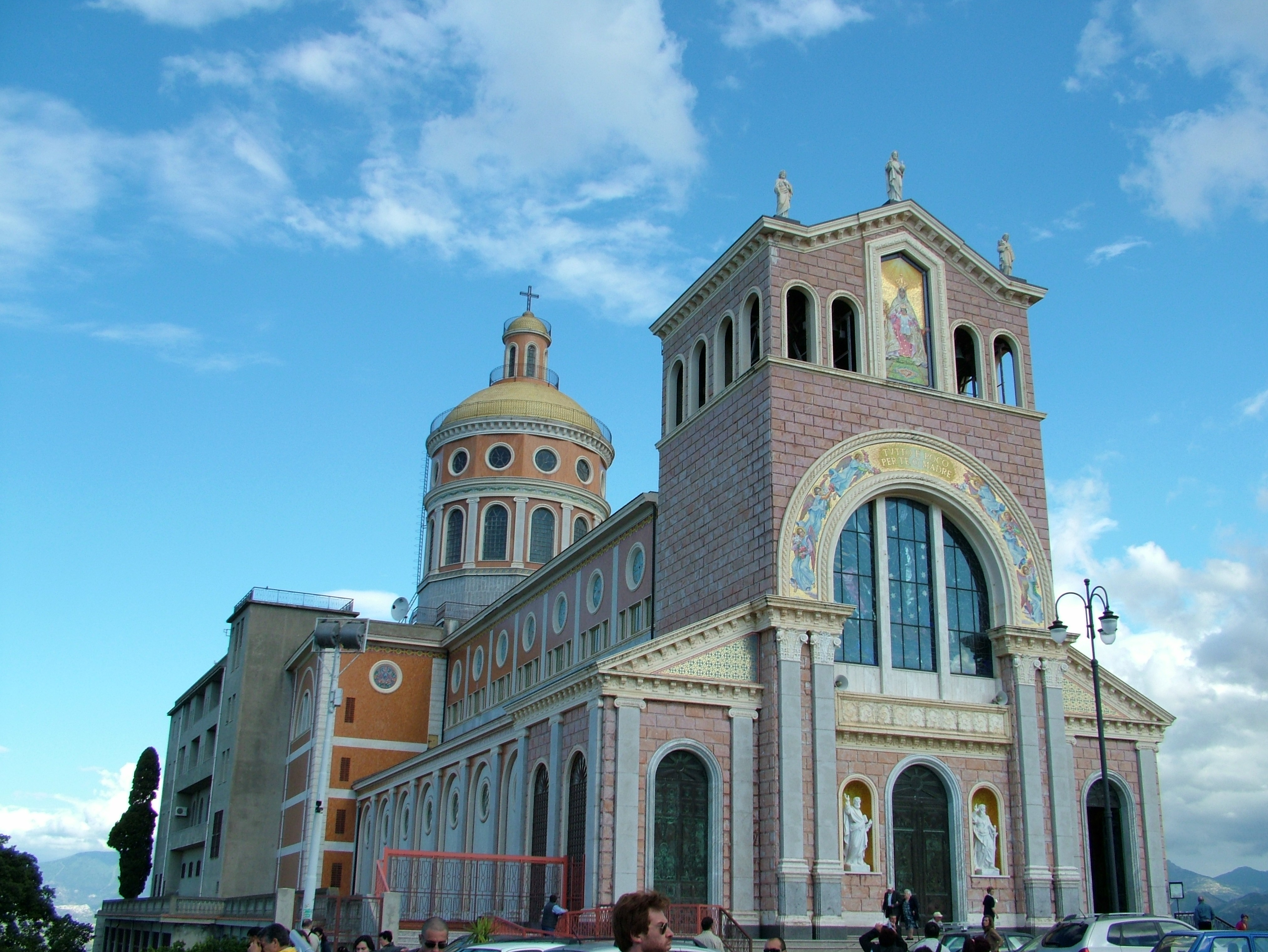
Il santuario di Tindari.

È uno dei siti archeologici e devozionali più visitati e celebri della Sicilia. La città di Tindari venne fondata da Dionisio di Siracusa nel 396 a.C. come colonia di mercenari siracusani che avevano partecipato alla guerra contro Cartagine, nel territorio della città sicula di Abacaenum (Tripi), e prese il nome di Tyndaris, in onore di Tindaro, re di Sparta e sposo di Leda, padre putativo di Elena e dei Dioscuri, Castore e Polluce.
Durante la prima guerra punica, sotto il controllo di Gerone II di Siracusa, fu base navale cartaginese, e nelle sue acque si combatté nel 257 a.C. la battaglia di Tindari, nella quale la flotta romana, guidata dal console Aulo Atilio Calatino, mise in fuga quella cartaginese.
Con Siracusa passò in seguito nell'orbita romana e fu base navale di Sesto Pompeo. Presa da Augusto nel 36 a.C., che vi dedusse la colonia romana di Colonia Augusta Tyndaritanorum, una delle cinque della Sicilia, Cicerone la citò come nobilissima civitas.
Nel I secolo d.C. subì le conseguenze di una grande frana, mentre nel IV secolo fu soggetta a due distruttivi terremoti
Sede vescovile, venne conquistata dai Bizantini nel 535 e cadde nell'836 nelle mani degli Arabi, dai quali venne distrutta.
I resti della città antica si trovano nella zona archeologica, in discreto stato di conservazione, per lo scarso interesse di un reimpiego dei blocchi di pietra arenaria di cui erano costituiti.
I primi scavi si datano al 1838-1839 e furono ripresi tra il 1960 e il 1964 dalla Soprintendenza archeologica di Siracusa e ancora nel 1993, 1996 e 1998 dalla Soprintendenza di Messina, sezione dei beni archeologici. Sono stati rinvenuti mosaici, sculture e ceramiche, conservati in parte presso il museo locale e in parte presso il Museo archeologico regionale di Palermo.

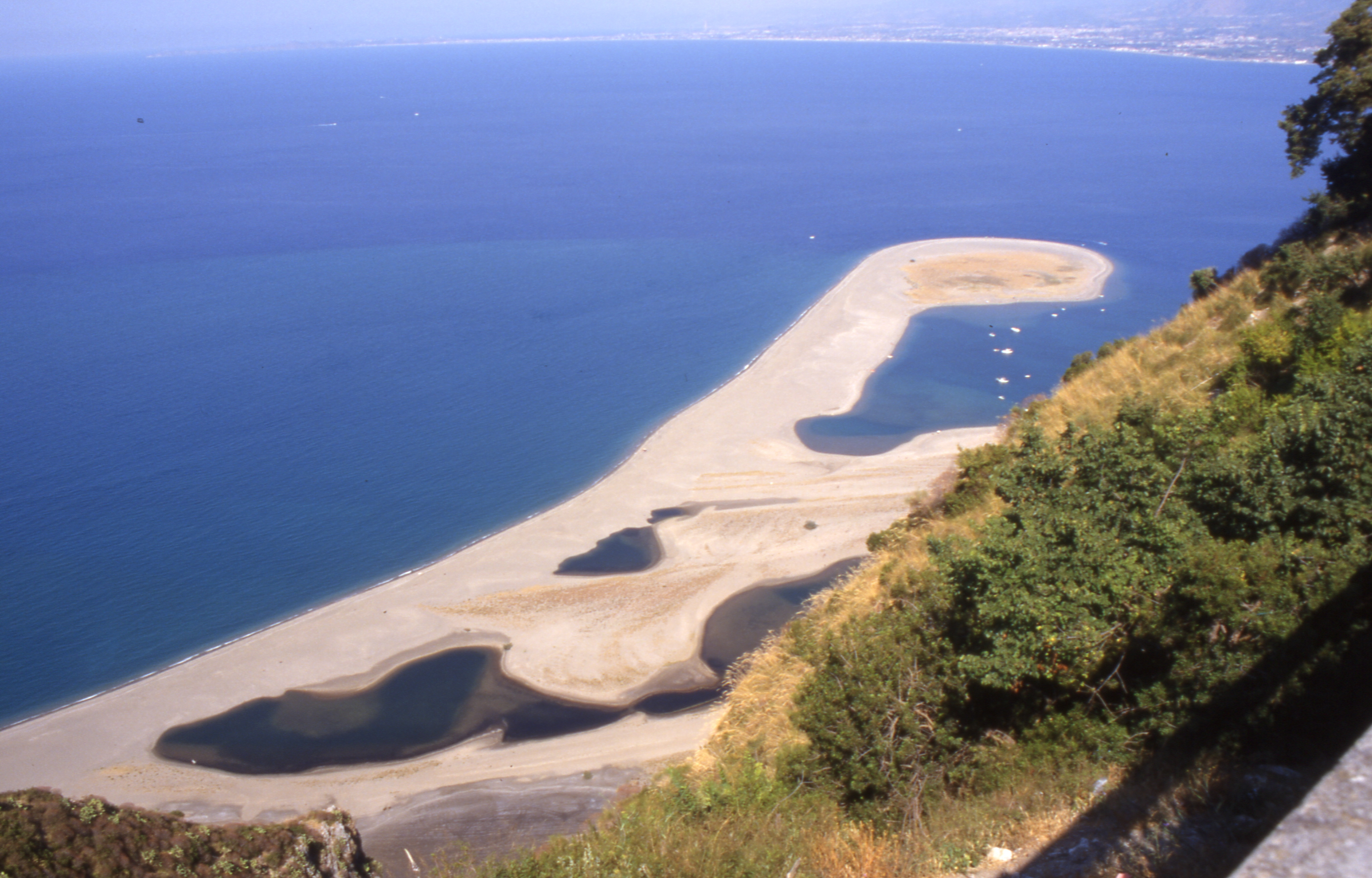
La laguna di Tindari

L'impianto urbanistico, risalente probabilmente all'epoca della fondazione della città, presentava un tracciato regolare a scacchiera. Si articolava su tre decumani, strade principali (larghezza di 8 m), correvano in direzione sud-est - nord-ovest, ciascuno ad una quota diversa, e si incrociavano ad angolo retto e a distanze regolari con i cardini, strade secondarie e in pendenza (larghezza 3 m). Uno dei decumani rinvenuti nello scavo, quello superiore doveva essere la strada principale della città: costeggia ad una estremità il teatro, situato più a monte e scavato nelle pendici dell'altura, e all'altra estremità sfocia nell'agorà, oltre la quale, nella zona più elevata, occupata dal Santuario della Madonna Nera, doveva trovarsi l'acropoli.
Tindari è anche luogo di devozione e pellegrinaggi per via del culto dell'antica Madonna nera che si tramanda da secoli.
Il Santuario di Tindari si trova all'estremità orientale del promontorio, a strapiombo sul mare, in corrispondenza dell'antica acropoli, dove una piccola chiesa era stata costruita sui resti della città abbandonata.
La statua della Madonna Nera, scolpita in legno di cedro, vi venne collocata in epoca imprecisata, forse giunta qui dall'Oriente in seguito al fenomeno dell'iconoclastia, nell'VIII-IX secolo.
La chiesa, distrutta nel 1544 dai pirati algerini, venne ricostruita tra il 1552 e il 1598 e il santuario venne ampliato dal vescovo Giuseppe Pullano con la costruzione di una nuova chiesa più grande che fu consacrata nel 1979.
La festa del santuario si svolge ogni anno tra il 7 e l'8 settembre.

## Patti nel XXI secolo
Rinomata località turistica, ha 12 km di costa interamente balneabili formati da sabbie, faraglioni e grotte. Il lungomare di Marina, lungo circa due chilometri, è una piacevole passeggiata all'ombra di palme e pini a ridosso dell'ampia spiaggia, dotata, nel periodo estivo, di numerosi lidi balneari.
Patti è famosa anche per le ceramiche sia d'arte, sia d'uso; oltre ad un grande stabilimento esistono numerosi laboratori in cui è possibile acquistare oggetti realizzati da artigiani locali. Patti è sede vescovile con giurisdizione su 41 comuni (da Oliveri a Tusa). Ospita il Tribunale ordinario civile e penale e la Procura della Repubblica entrambi a servizio di tutto il comprensorio dei Nebrodi da Falcone a Tusa; una sede staccata dell'università di Messina delle facoltà di Giurisprudenza e Scienze della formazione), l'Istituto di formazione teologica per i laici, sezione della Pontificia Università della Santa Croce e il Seminario vescovile; il commissariato di P.S., il comando di compagnia dei carabinieri, la Tenenza della Guardia di Finanza, l'Agenzia delle entrate; la Delegazione dell'ispettorato regionale dell'agricoltura; la sede distaccata della Capitaneria di porto, un distaccamento dei Vigili del Fuoco; l'INPS; l'INPDAP; il Genio civile; il Servizio turistico regionale (ex Azienda soggiorno e turismo di Patti e Tindari); vari istituti scolastici medi superiori e numerosi altri uffici pubblici. Patti è sede dell'omonimo distretto sanitario e dell'ospedale "Barone Ignazio Romeo", attrezzato nosocomio generale con svariati reparti di alta specializzazione.

### Patti Marina
Nato come borgo marinaro in cui erano floride le attività legate alla pesca e alla produzione di ceramiche, grazie alla presenza di molte fornaci sul territorio, la Marina è integrata nel tessuto urbano cittadino. Caratterizzata da un lungomare e ampie spiagge, la zona di Patti Marina è frequentata meta turistica soprattutto nei mesi estivi oltre ad essere fonte di attrazione per i più giovani vista la presenza di numerose attività ricettive, ritrovi e luoghi d'intrattenimento.

### Aree naturali
Nel territorio comunale è situata la riserva naturale orientata di Marinello, un paradiso per gli amanti delle escursioni tra la macchia mediterranea e i famosi laghetti salmastri. Dal centro storico, ricco di ottocenteschi palazzi signorili, chiese e caratteristici vicoli medioevali, si gode l'armonioso panorama della riviera di ponente del golfo di Patti, mentre dalla frazione Sorrentini (500 s.m.) lo sguardo spazia su tutto il golfo e sui monti fino all'Etna.

## Società

### Evoluzione demografica
Abitanti censiti

### Tradizioni e folclore

#### Il culto di Santa Febronia di Patti e altre tradizioni religiose

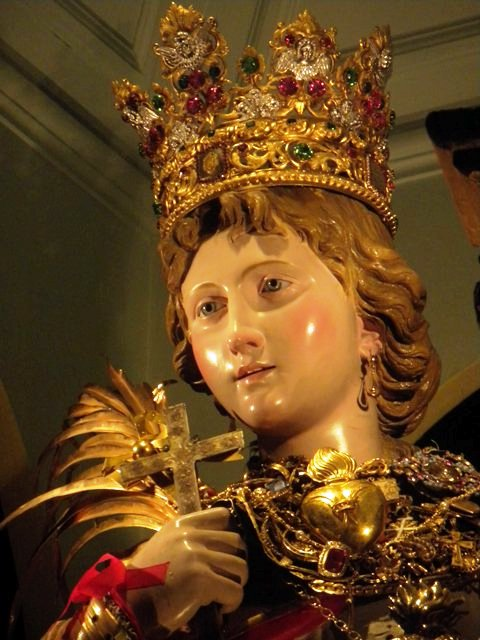
Santa Febronia di Patti

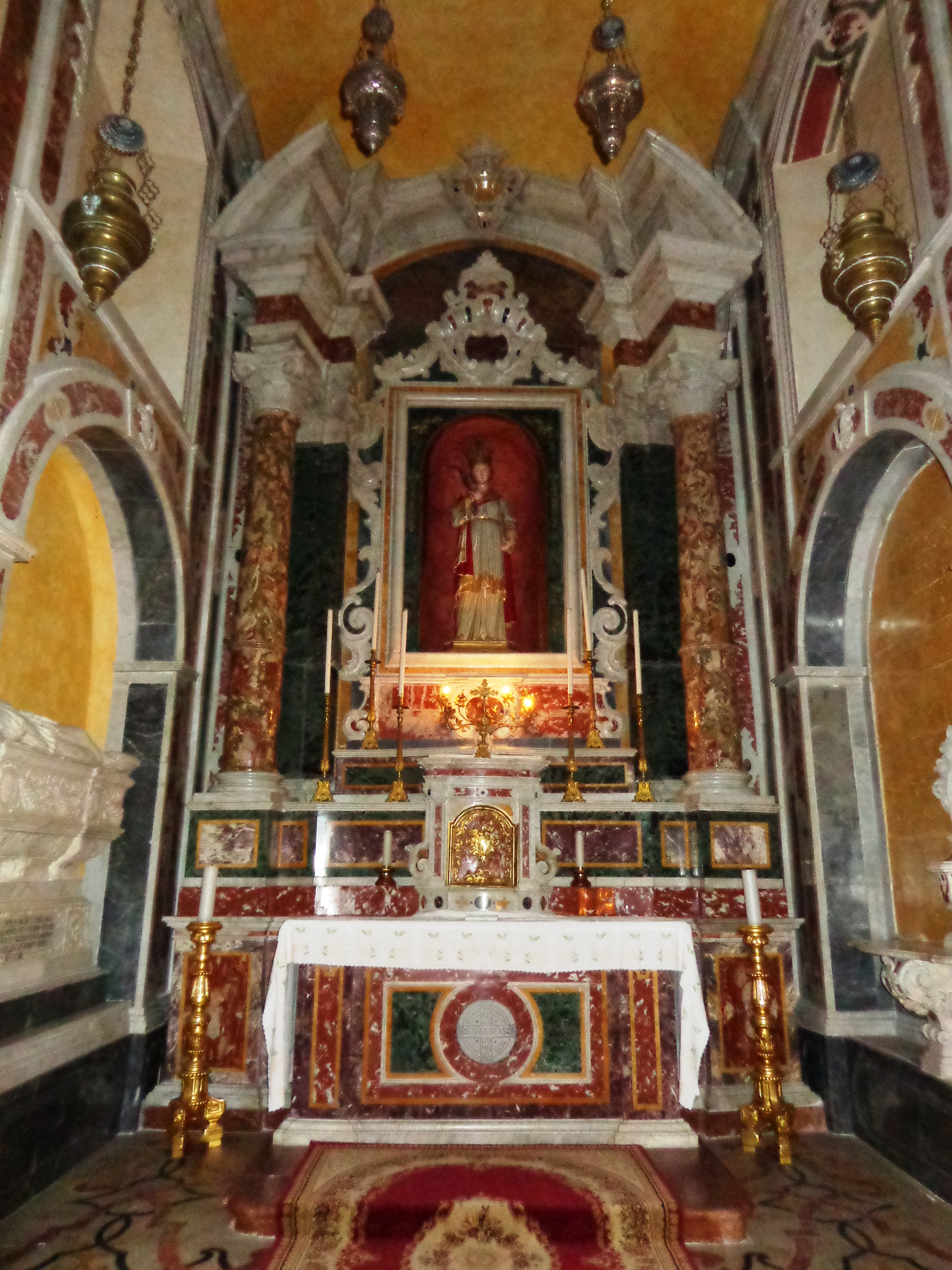
L'altare di Santa Febronia all'interno della cattedrale

Secondo un'antica tradizione, negli anni tramandata dalla chiesa pattese, esisterebbe una Santa Febronia nativa proprio di Patti, che nulla avrebbe a che vedere la storia della martire Febronia di Nisibis. Alcuni agiografi moderni hanno negato ogni fondamento storico a questa presunta santa omonima originaria di Patti che viene venerata anche a Minori, in provincia di Salerno, con il nome di Trofimena, confermando che in realtà si tratterebbe della santa originaria di Nisibis, in Siria. Ad ogni modo, i pattesi da secoli riconoscono la propria santa protettrice in Santa Febronia, definita "patrona e concittadina". 
La tradizione devozionale, diffusa per via orale, parla della giovinetta Febronia che visse agli inizi del IV secolo d.C. e subì il martirio sotto l'imperatore Diocleziano. Pur appartenendo ad una famiglia agiata di origine pagana, conobbe la fede cristiana e fu battezzata dal vescovo S. Agatone ad una fonte, divenuta poi miracolosa, situata in una località detta per questo "Acqua Santa". La giovane Febronia, abbandonato il paganesimo, si consacrò a Cristo Gesù facendo voto di verginità e, a causa di questa scelta, dovette subire angherie di ogni genere da parte del padre, che già aveva in serbo per lei altri progetti di vita. Per sfuggire infine alla collera paterna si nascose presso le grotte del Mons Iovis, presso l'attuale località di Mongiove. Ma il padre, scopertone il rifugio, la raggiunse e, accecato dall'odio per la fede cristiana, la uccise gettandone il corpo in balia delle onde. Il corpo della martire, trasportato prodigiosamente dal mare, fu rinvenuto da una lavandaia sulla spiaggia di Minori. Da qui la devozione verso la nostra Santa si diffuse rapidamente fra gli abitanti della regione che, per quanto l'abbiano chiamata Trofimena a causa di alterne vicende storiche, ne hanno sempre affermato il legame la cittadina pattese. A Patti, in un'artistica urna d'argento conservata nella cattedrale di San Bartolomeo, si custodiscono diverse reliquie della santa, donate in più occasioni dai minoresi.
Secondo le cronache cittadine più volte, nel corso dei secoli, i pattesi invocarono l'aiuto e l'intercessione di santa Febronia; tra queste occasioni si ricordano: la liberazione dalla peste (nel XVI secolo d.C.), la liberazione dalla tirannia di Ascanio Anzalone nel 1656 e la protezione della popolazione in occasione dei violenti terremoti del 1693, 1908 e 1978.
Ogni anno, il 5 luglio, la cittadina pattese onora la sua santa patrona con i festeggiamenti solenni organizzati dalla curia vescovile, dalla parrocchia cattedrale e dall'amministrazione comunale. Santa Febronia, viene ovviamente annoverata tra i santi protettori della diocesi di Patti.

## Cultura

### Gastronomia tipica

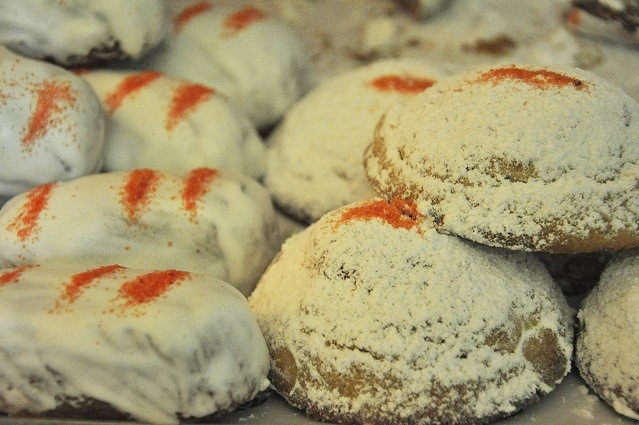
I pasticciotti di carne (a destra) e i cardinali (a sinistra), dolci tipici pattesi

La cucina tipica pattese oltre a presentare le caratteristiche e i piatti tipici della gastronomia siciliana offre alcune specialità davvero uniche, specialmente nell'ambito della pasticceria. Specialità culinarie pattesi sono i piatti di mare a base di pesce azzurro come le acciughe a beccafico o marinate. Altri prodotti da gustare sono le tipiche granite (limone, fragola e panna, caffè, nocciola, mandorla, kiwi ecc.) da gustare con brioches calde a colazione; la rosticceria (soprattutto gli arancini con sugo, al burro e alla norma); la pignolata; u piscistoccu a ghiotta (ovvero il pescestocco alla messinese). A Tindari, oltre alla tipica càlia, che si prepara tostando dei ceci, e simenza, che invece, si ricava dai semi di zucca secchi, che subiscono la stessa preparazione della calia, vengono prodotte le cosiddette "collane" di nocciole.

### Pasticciotti di carne e Cardinali
Vera specialità dolciaria della cucina pattese sono i pasticciotti di carne e i cardinali. Le origini di queste ricette affondano nella tradizione dolciaria dell'antico monastero di Santa Chiara, meglio conosciuto come monastero della Sacra Famiglia, fondato a Patti nel 1407 dal vescovo Filippo Ferrerio. Nelle cucine del monastero venivano preparati questi dolci le cui ricette sono state tramandate poi dalle giovani che lo frequentavano fino alle ultime generazioni di pasticceri pattesi (tra questi le famiglie Galante e Aiello).
I pasticciotti di carne sono dei dolci con un ripieno particolare contenente carne di vitellina, mandorle tostate, spezie e aromi. Esternamente si presentano di forma tonda, ricoperti da abbondante zucchero al velo e con sulla sommità un decoro a base di zucchero cristallino rosso. Si tratta di una vera specialità, infatti sono rarissime le preparazioni dolciarie in Sicilia che presentino come ingrediente principale la carne di vitella. Il sapiente amalgama di mandorle e aromi rende il sapore del ripieno davvero particolare.
I cardinali sono invece dei dolci a base di mandorla ricoperti da una glassa bianca e con decorazioni di zucchero cristallino rosso (secondo la tradizione tre striature fatte in senso trasversale sulla sommità). Questi due dolci tipici vengono ancora prodotti secondo l'antica ricetta (o con qualche variazione) e venduti nelle principali pasticcerie della cittadina. Altri dolci e biscotti tipici sono: le friciulette (o nuvolette), le cudduredde, le zuccarate e gli ossi 'i mortu (o scardellini), questi ultimi tipici del periodo della ricorrenza di Ognissanti e del 2 novembre.

### Vino Mamertino DOC
Patti, insieme a pochi altri comuni dell'area tirrenica messinese, è zona di produzione del Mamertino, un vino DOC istituito con decreto dello 03/09/2004 pubblicato sulla gazzetta ufficiale dell'11/09/04 n 214. Il Mamertino, insieme al Faro e alla Malvasia delle Lipari, rappresenta l'eccellenza riconosciuta della produzione vitivinicola della provincia di Messina.

### Olio d'oliva Valdemone DOP
Il territorio pattese, per la sua felice posizione e il clima mite, è sempre stato vocato alla coltivazione dell'olivo e alla produzione dell'olio extravergine.

## Manifestazioni
Il Festival di Tindari, uno dei più antichi d'Italia e, chiaramente, della Sicilia, nasce nel 1956, con la riapertura al pubblico, dopo secoli di silenzio scenico, del Teatro Greco Romano di Tindari e la rappresentazione dell'Aiace di Sofocle, per la regia di Michele Stilo.
Negli anni il festival è diventato uno degli eventi più seguiti della stagione estiva siciliana ospitando il meglio del teatro italiano, della musica nazionale e internazionale e aprendosi a collaborazioni con i maggiori teatri italiani di lirica e prosa; a Tindari sono stati ospiti i nomi più prestigiosi del teatro e della musica.
Gli spettacoli a Tindari, che si tengono prevalentemente nei mesi di luglio e agosto, nel tempo hanno assunto sempre più le caratteristiche di un vero e proprio festival, sin dalla prima direzione artistica di Massimo Piparo (1995).
Dal 1996 al 2000 è Paolo Gazzara ad assumere la guida del festival. Nel 2004 la rassegna è stata arricchita da una nuova sezione dedicata al teatro di ricerca.
La rassegna, organizzata dalla Città di Patti e dall'Assessorato Regionale del Turismo, è inserita nel calendario regionale delle manifestazioni e, dal 2012, assume il nome ufficiale di Tindari Festival sotto la direzione artistica di Anna Ricciardi che ha inserito una sezione di musica lirica e la sezione "Palcoscenico Aperto" con la rappresentazione di alcuni spettacoli anche in altri luoghi storico-monumentali della città di Patti.
Nel 2018 si aggiunge anche uno speciale evento, Tyndaris Augustea, riconosciuto nel 2019 come evento di grande richiamo turistico: si tratta di un evento teatrale itinerante che si svolge all'interno del Parco Archeologico di Tindari ed ha come tema conduttore il racconto mitico della Tindari Antica.
Dal 2010 si svolge annualmente la Notte per la Cultura, manifestazione, classificabile come Notte bianca, che ha l'obiettivo di far conoscere e promuovere il centro storico di Patti organizzando in una serata del mese di agosto visite guidate gratuite per gruppi di visitatori, durante le quali vi è la possibilità di ascoltare la storia dei luoghi attraversati, di visitare luoghi storico-monumentali, mostre e installazioni, allestite per l'occasione, e di assistere a performance artistiche (teatrali, musicali, di danza). La Notte per la Cultura si è caratterizzata per alcuni aspetti sicuramente innovativi; è probabilmente la prima manifestazione in Sicilia a far uso di elementi digitali per migliorare l’esperienza del visitatore; sin dal 2010 è stato utilizzato un QR-Code per far visualizzare sugli smart phone dei visitatori una mappa digitale interattiva dove poter seguire la manifestazione attingendo ad informazioni supplementari costituite da immagini con didascalie, video e, successivamente, dal 2014, con la possibilità per il visitatore di geolocalizzarsi tra i luoghi visitati. 
Dal 2014 nel Golfo di Patti si svolge la manifestazione musicale Indiegeno Fest in diverse location: Patti Marina, centro storico di Patti (in alcune edizioni in coincidenza con la Notte per la Cultura), Teatro Greco di Tindari e Riserva di Marinello. Negli anni hanno partecipato diversi artisti del panorama nazionale, tra cui Carmen Consoli, Tosca, Daniele Silvestri, Niccolò Fabi, Afterhours, Eugenio Finardi, Boosta, Luca Barbarossa, Carl Brave, Franco126, The Zen Circus e Levante. La manifestazione ha vinto due volte il riconoscimento del MEI come miglior festival Italiano nel 2015 e nel 2017.
Altre manifestazioni importanti sono:
Il Gran carnevale storico Pattese, prima edizione nel 1962, delle cui origini si ha notizia già nel XVI e XVII sec. (Pitrè)
Tante sono le feste religiose esterne: La festa della patrona santa Febronia che ricorre l'ultima domenica di luglio; la processione delle varette che si volge il venerdì santo, durante la quale vengono portate a spalla dai giovani della città per le strette vie del centro storico, undici complessi statuari artistici di pregevole fattura in legno . La processione della Madona Annunziata che vede sfilare anche dei bambini (angioletti) e delle bambine (verginelle) carichi d'oro.

## Istituzioni, enti e associazioni

### Istruzione
- Istituto comprensivo 2 "Luigi Pirandello"
- Istituto comprensivo 3 "Giuseppe Lombardo Radice" - "Vincenzo Bellini"
- Liceo classico-scientifico-linguistico "Vittorio Emanuele III"
- Istituto d'istruzione superiore "Borghese-Faranda" (3 sezioni: tecnico-commerciale, tecnologico-industriale, agraria, liceo scientifico internazionale con orientamento lingua cinese) nato dalla fusione dell'ITGC "Ferdinando Borghese" e dell'IIS "Gepy Faranda"
- Liceo delle scienze umane "San Luigi" già Istituto magistrale (paritario)
- Istituto professionale alberghiero "Alessandro Volta" (paritario)
- Seminario vescovile di Patti
- Istituto teologico diocesano "Mons. Angelo Ficarra" (all'interno sede staccata Facoltà di Giurisprudenza dell'Università di Messina)
- Varie associazioni culturali e ricreative
- Club service come il Rotary e i Lions.

### Sanità
- Ospedale "Barone Ignazio Romeo"
- ASP Azienda Sanitaria Provinciale - Distretto di Patti (ex USL n. 46 di Patti)

### Giustizia e Forze dell'ordine
- Tribunale ordinario civile e penale di Patti
- Procura della Repubblica presso il Tribunale di Patti
- Ufficio del Giudice di pace
- Commissariato di Pubblica Sicurezza
- Comando Compagnia dei Carabinieri di Patti
- Tenenza di Guardia di Finanza di Patti
- Corpo Forestale- Distaccamento di Patti
- Vigili del fuoco- Distaccamento provinciale di Patti
- Capitaneria di Porto - Delegazione di spiaggia di Patti

### Altri uffici e istituzioni
- Servizio Turistico Regionale - Unità Operativa di Patti e Tindari (ex Azienda Autonoma di Soggiorno e Turismo)
- Agenzia delle Entrate - ufficio territoriale di Patti
- INPS - agenzia di produzione di Patti
- INPDAP - ufficio di Patti
- Genio civile - ufficio periferico di Patti
- Consorzio intercomunale Tindari-Nebrodi
- Azienda Regionale Foreste Demaniali - Distaccamento di Patti
- SIAE - mandataria di Patti

## Media e giornali
A Patti c'è la sede della storica emittente radiofonica radio Marconi, poi diventata Radio Amore Messina. Presente anche Radio Tindari, emittente radiofonica ufficiale della Diocesi di Patti con sede presso il Santuario della Madonna Nera. In passato Patti è stata sede anche di due emittenti televisive di genere commerciale, TelePatti e Rete 6, tra le più importanti e storiche del messinese. A Patti, attualmente, viene pubblicato un mensile d'informazione locale: In Cammino.

## Amministrazione
Di seguito è presentata una tabella relativa alle amministrazioni che si sono succedute in questo comune.
| Periodo          | Periodo                      | Primo cittadino           | Partito                            | Carica  | Note   |
| ---------------- | ---------------------------- | ------------------------- | ---------------------------------- | ------- | ------ |
| 27 giugno 1988   | 16 novembre 1992             | Vincenzo Musmeci          | Democrazia Cristiana               | Sindaco | [ 27 ] |
| 16 novembre 1992 | 7 giugno 1993                | Remo Addamo               | Democrazia Cristiana               | Sindaco | [ 27 ] |
| 8 giugno 1993    | 15 dicembre 1997             | Salvatore Olivo           | Partito Democratico della Sinistra | Sindaco | [ 27 ] |
| 15 dicembre 1997 | (sfiduciato) 4 febbraio 2000 | Salvatore Olivo           | centro-sinistra                    | Sindaco | [ 27 ] |
| febbraio 2000    | novembre 2000                | Commissario straordinario |                                    | Sindaco | [ 27 ] |
| 11 dicembre 2000 | 13 giugno 2006               | Giuseppe Venuto           | centro-sinistra                    | Sindaco | [ 27 ] |
| 13 giugno 2006   | 14 giugno 2011               | Giuseppe Venuto           | centro-sinistra                    | Sindaco | [ 27 ] |
| 14 giugno 2011   | 5 giugno 2016                | Giuseppe Mauro Aquino     | coalizione civica                  | Sindaco | [ 27 ] |
| 5 giugno 2016    | 11 ottobre 2021              | Giuseppe Mauro Aquino     | coalizione civica                  | Sindaco | [ 27 ] |
| 11 ottobre 2021  | in carica                    | Gianluca Bonsignore       | lista civica                       | Sindaco | [ 27 ] |

### Gemellaggi
- Minori, dal 2018
- Moncalvo, dal 2021

### Altre informazioni amministrative
Il comune di Patti fa parte delle seguenti organizzazioni sovracomunali: regione agraria n.8 (Colline litoranee di Patti).

## Sport
Dopo le recenti affermazioni che avevano consentito alla Pallacanestro Patti di raggiungere la terza serie nazionale di basket (B1), la medesima per sopravvenute difficoltà di carattere economico è sparita dal panorama cestistico di rilievo. Attualmente è attiva Alma Basket, squadra femminile che milita nel campionato di serie A2. Nel calcio, l'Unione Sportiva Pattese è arrivata a disputare il campionato di serie D, nella stagione 1979/80, per poi essere radiata. In seguito la Polisportiva Patti, rinominata Patti Calcio è riuscita a conquistare il traguardo del Campionato Nazionale Dilettanti, prima della radiazione. Attualmente a rappresentare i colori Cittadini è la Nuova Rinascita Patti, che ha raggiunto il campionato di Promozione vincendo il campionato di Prima categoria 2018/19. Di Patti sono il campione d'Europa, con la maglia della Juventus, Michelangelo Rampulla e il pluri-campione del mondo di motocross Antonio Cairoli. Sono pure attive scuole di karate e di pugilato.